# Russian Journal of Applied Chemistry
Russian Journal of Applied Chemistry ou Zhurnal Prikladnoi Khimii (abrégé en Russ. J. Appl. Chem.) est une revue scientifique à comité de lecture. Ce mensuel publie des articles de recherches originales concernant tous les domaines de la chimie.
D'après le Journal Citation Reports, le facteur d'impact de ce journal était de 0,276 en 2014. Actuellement, le directeur de publication est Gennadii F. Tereshchenko.

## Histoire
Au cours de son histoire, la traduction en anglais du journal a changé de titre :
- Journal of Applied Chemistry of the USSR, 1950-1992  (ISSN 0021-888X)
- Russian Journal of Applied Chemistry, 1992-en cours  (ISSN 1070-4272)